# Angela Vode
Angela Vode, född 1892, död 1985, var en lärare för barn med särskilda behov och publicist, och en av de åtalade i Nagodeprocessen (1947) i Slovenien.

## Biografi
Angela Vode var aktiv inom den feministiska rörelsen och en av de första kommunistiska kvinnorna inom slovenskt område. Under den jugoslaviska kommunistiska regimen tystades hon dock ner. Under tiden för monarkin före andra världskriget fick hon trots att hon var kommunist publicera sina artiklar med feministiskt innehåll. Men redan innan kriget, år 1939, uteslöts hon ur kommunistpartiet för att hon var emot överenskommelsen mellan Hitler och Stalin, det vill säga mellan kommunismen och nazismen/fascismen, och för att hon fortsatte att agitera mot nazismen. Under kriget var hon på grund av sin proslovenska politiska aktivitet fängslad i italienska fängelser i flera månader och sedan skickad till det tyska koncentrationslägret Ravensbrück. Efter kriget fängslades hon av kommunisterna, som fråntog henne alla hennes rättigheter. I Nagodeprocessen stod hon åtalad för landsförräderi och dömdes till 20 års fängelse samt 5 års fråntagande av alla medborgerliga rättigheter. När hon efter 6 år kom ut ur fängelset fick hon inte längre publicera något och kunde knappt få tillgång till någon skrivmaskin – hon övervakades strängt. Hon försörjdes av sin syster Ivanka Špindler och under den tiden skrev hon i smyg sin bok Skriti spomin (svenska 'Dolt minne'). Den gavs ut 2004 och 2009 blev Angela Vodes liv även film med titeln Angela Vode, skriti spomin. 
År 1991, i samband med att Slovenien blev självständigt, ogiltigförklarade Högsta domstolen i Republiken Slovenien domarna mot doktor Črtomir Nagode och de fjorton medåtalade med förklaringen att de grundade sig på falska åtal, och att det rörde sig om en orättfärdig process mot påhittade västspioner.